# Handweiser (Halver)
Handweiser ist ein Ortsbereich von Halver im Märkischen Kreis im Regierungsbezirk Arnsberg in Nordrhein-Westfalen (Deutschland). Im Ortsbereich existierten drei getrennte Wohnplätze mit dem Namen Handweiser, die sich entlang der Bundesstraße 229 auf einer Länge von rund 900 m verteilen. Von den drei Wohnplätzen dieses Namens ist einer wüst gefallen.

## Lage und Beschreibung
Das größte der drei Handweiser (zur Unterscheidung hier mit III bezeichnet) liegt auf 410 Meter über Normalnull als westlichster Ortsteil der Stadt an der Bundesstraße 229 unmittelbar an der Stadtgrenze zu Radevormwald. Es ist auf aktuellen amtlichen Kartenwerken exklusiv als Handweiser beschriftet und liegt südlich der Bundesstraße. 
Das zweite Handweiser (II, 51° 11′ 39,6″ N, 7° 25′ 35,6″ O), das im ersten Drittel des 20. Jahrhunderts abging, befand sich ebenfalls an der heutigen Bundesstraße 229 in der Mitte einer langen Geraden durch den Wald auf deren nördlichen Seite.
Das dritte Handweiser (I, 51° 11′ 34,1″ N, 7° 25′ 46,9″ O), auf das sich die Quellen des 19. Jahrhunderts beziehen, befindet sich bei Schwenke an der Bundesstraße, ebenfalls auf ihrer nördlichen Seite.
Die Nachbarorte des heute als Handweiser (III) benannten Wohnplatzes Linde, Kettlershaus, Tanne, Wintershaus und Diepenbruch liegen vor allem auf Radevormwalder Stadtgebiet, da zwischen dem nächsten Halveraner Nachbarort Schwenke und Handweiser ein ausgedehntes Waldgebiet liegt. Nachbarorte von Handweiser (I) sind neben Schwenke die Wohnplätze Mark, Felsenberg und Dienstühlen.

## Geschichte
Handweiser (I) wurde erstmals 1839 urkundlich erwähnt und entstand ein Jahr zuvor als Abspliss von Auf den Kuhlen.
1838 gehörte Handweiser (I) der Eickhöfer Bauerschaft innerhalb der Bürgermeisterei Halver an. Der laut der Ortschafts- und Entfernungs-Tabelle des Regierungs-Bezirks Arnsberg als Kotten kategorisierte Ort besaß zu dieser Zeit ein Wohnhaus. Zu dieser Zeit lebten sechs Einwohner im Ort, allesamt evangelischen Glaubens.
Das Gemeindelexikon für die Provinz Westfalen von 1887 gibt eine Zahl von 45 Einwohnern an, die in sechs Wohnhäusern lebten. Da die einzelnen drei Wohnplätze allesamt nur aus ein bis zwei einzelstehenden Häusern bestanden, wurden in dieser Aufstellung offensichtlich alle drei Wohnplätze (I, II, und III) zusammen aufgeführt.
Bei Handweiser verlief auf der Trasse der heutigen Bundesstraße 229 eine vermutlich frühgeschichtliche Altstraße von Schwelm über Radevormwald nach Wegerhof vorbei, die als Eisen- und Kohlenstraße genutzt wurde. 
Westlich von Handweiser verlief seit dem Spätmittelalter bis in die frühe Neuzeit die Elberfelder Linie der bergischen Landwehr, im benachbarten Kettlerhaus befand sich die bergische Zollstation.
Bei Handweiser befindet sich an der Bundesstraße 229 gegenüber dem Parkplatz die unauffällige Zufahrt zu der ehemaligen Standortmunitionsniederlage Wuppertal.